# 在香港カナダ総領事館
在香港カナダ総領事館（ざいホンコンカナダそうりょうじかん、英語: Canadian Consulate-General, Hong Kong、フランス語: Consulat général du Canada à Hong Kong et Macao）は、中華人民共和国香港にあるカナダの総領事館である。香港とマカオを管轄する。

## 概説
1985年以来、中環にある交易廣場ビルの11階から14階に入居している。ここでは23人の外交官と117人の現地雇用スタッフがさまざまな業務に従事している。現在、交易廣場には香港証券取引所や日本国総領事館も入っている。
この地域におけるカナダ領事館の歴史は1923年に始まる。この年、カナダは移民事務所を香港に開設した。1929年には商務官のポール・サイクスがカナダ商務官事務所を構えている。この事務所は1941年に太平洋戦争が始まると閉鎖されたが、終戦後の46年には再開されている。
1971年には弁務官が派遣されるようになり、1997年に香港が中国に返還されるまで在香港カナダ弁務官事務所（Canadian Commission in Hong Kong、加拿大駐港專員公署）と呼ばれていた。